# Achladókampos
Achladókampos (Achladokampos) är en ort i Grekland.   Den ligger i prefekturen Nomós Argolídos och regionen Peloponnesos, i den södra delen av landet, 110 km sydväst om huvudstaden Aten. Achladókampos ligger 365 meter över havet och antalet invånare är 497.
Terrängen runt Achladókampos är huvudsakligen kuperad, men den allra närmaste omgivningen är bergig. Runt Achladókampos är det glesbefolkat, med 18 invånare per kvadratkilometer. Närmaste större samhälle är Tripoli, 17,8 km väster om Achladókampos. 